# Fritz von Weizsäcker
Fritz Eckhart Freiherr von Weizsäcker (Essen, 20 de julho de 1960 – Berlim, 19 de novembro de 2019) foi um médico alemão. Sua especialidades foram clínica médica e gastroenterologia. Em suas publicações dedicou-se em especial ao tratamento da hepatite B e hepatite C. De 2005 até sua morte foi médico-chefe da área de Clínica Médica I da Schlosspark-Klinik em Berlim.

## Biografia
Filho mais novo do Presidente da Alemanha Richard von Weizsäcker (1920–2015) e sua mulher Marianne von Weizsäcker, neé von Kretschmann (* 1932), e irmão de Robert K. von Weizsäcker, Andreas von Weizsäcker e Beatrice von Weizsäcker.
Na noite de 19 de novembro de 2019 foi esfaqueado por um ouvinte no final de uma palestra pública realizada por ele nas salas da Schlossparkklinik. Um visitante que se apressou em seu auxílio foi gravemente ferido pelo atacante.

## Publicações selecionadas
- F. E. v. Weizsäcker, Michael Roggendorf (Ed.): Models of viral hepatitis, Reihe Monographs in virology, Volume 25. Karger, Basel 2005, ISBN 3-8055-7809-1.
- F. v. Weizsäcker, Wolf-Bernhard Offensperger: Molecular diagnosis and gene therapy, im Rahmen des Falk Symposiums 88, 1995, Freiburg 1996, ISBN 3-929713-34-9